# La Tessoualle
La Tessoualle est une commune française située dans le département de Maine-et-Loire, en région Pays de la Loire.

## Géographie

### Localisation
Commune angevine des Mauges, La Tessoualle se situe au sud de la ville de Cholet, en limite du département des Deux-Sèvres, sur les routes D 157, Maulévrier, et D 258, Cholet.
C'est principalement un espace de terres agricoles (1 607 hectares exploités pour 2 100 hectares de superficie totale). Cet espace est délimité au nord par le lac de Ribou, à l’est par celui du Verdon (réserves d’eau potable du Choletais), à l’ouest par l’autoroute A87, et au sud par la 2 × 2 voies RN 24, Nantes-Poitiers.

### Transports
Transport en commun : la commune est desservie par la société CholetBus avec deux arrêts sur la commune, celui de Zwiefalten et celui de Calvaire, et par le réseau de transports des Pays de la Loire Aléop.

### Climat
Pour des articles plus généraux, voir Climat des Pays de la Loire et Climat de Maine-et-Loire.
En 2010, le climat de la commune est de type climat océanique altéré, selon une étude du CNRS s'appuyant sur une série de données couvrant la période 1971-2000. En 2020, Météo-France publie une typologie des climats de la France métropolitaine dans laquelle la commune est exposée à un climat océanique et est dans la région climatique Bretagne orientale et méridionale, Pays nantais, Vendée, caractérisée par une faible pluviométrie en été et une bonne insolation.
Pour la période 1971-2000, la température annuelle moyenne est de 11,6 °C, avec une amplitude thermique annuelle de 14,2 °C. Le cumul annuel moyen de précipitations est de 860 mm, avec 12,2 jours de précipitations en janvier et 6,7 jours en juillet. Pour la période 1991-2020, la température moyenne annuelle observée sur la station météorologique de Météo-France la plus proche, sur la commune de Cholet à 6 km à vol d'oiseau, est de 12,3 °C et le cumul annuel moyen de précipitations est de 772,5 mm,. Pour l'avenir, les paramètres climatiques de la commune estimés pour 2050 selon différents scénarios d'émission de gaz à effet de serre sont consultables sur un site dédié publié par Météo-France en novembre 2022.

## Urbanisme

### Typologie
Au 1er janvier 2024, La Tessoualle est catégorisée bourg rural, selon la nouvelle grille communale de densité à sept niveaux définie par l'Insee en 2022.
Elle appartient à l'unité urbaine de La Tessoualle, une unité urbaine monocommunale constituant une ville isolée,. Par ailleurs la commune fait partie de l'aire d'attraction de Cholet, dont elle est une commune de la couronne,. Cette aire, qui regroupe 26 communes, est catégorisée dans les aires de 50 000 à moins de 200 000 habitants,.

### Occupation des sols
L'occupation des sols de la commune, telle qu'elle ressort de la base de données européenne d’occupation biophysique des sols Corine Land Cover (CLC), est marquée par l'importance des territoires agricoles (85,8 % en 2018), en diminution par rapport à 1990 (88,4 %). La répartition détaillée en 2018 est la suivante : 
prairies (34,8 %), terres arables (34 %), zones agricoles hétérogènes (17 %), eaux continentales (7,2 %), zones urbanisées (7 %). L'évolution de l’occupation des sols de la commune et de ses infrastructures peut être observée sur les différentes représentations cartographiques du territoire : la carte de Cassini (XVIIIe siècle), la carte d'état-major (1820-1866) et les cartes ou photos aériennes de l'IGN pour la période actuelle (1950 à aujourd'hui).

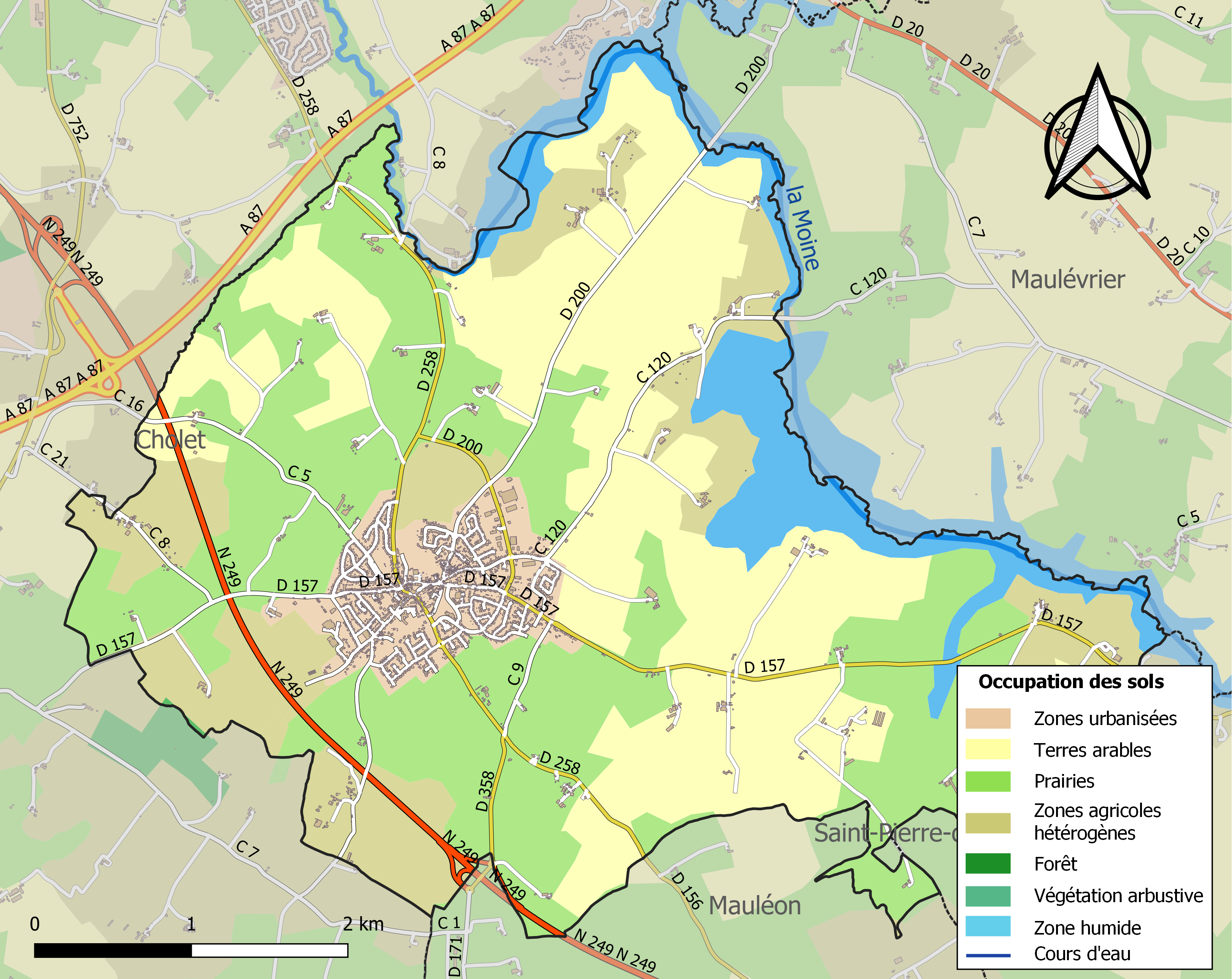
Carte des infrastructures et de l'occupation des sols de la commune en 2018 (CLC).

## Toponymie et héraldique

### Toponymie
Tessoala en 1070-1088, Ecclesia parochialis Beate Marie de Tessovallis en 1300 circa. Nom composé à partir des mots latins Texere (tisser) et vallis (vallée),.
Ses habitants sont appelés Tessouallais,.

### Héraldique
| Blason à dessiner | Blason  | D'argent à l'usine d'azur chargée d'une chaussure contournée de tenné posée en bande, soutenue de deux épis de blé d'or, les tiges passées en sautoir en pointe; au chef d'azur chargé de trois fleurs de lis d'or. |
| Blason à dessiner | Détails | Le statut officiel du blason reste à déterminer. |

## Histoire

### Moyen Âge
Les premières mentions du nom de la Tessoualle remontent au XIe siècle. La paroisse Notre-Dame de La Tessoualle dépend alors de l'abbaye de La Trinité de Mauléon. Une bulle du pape Callixte II, datée de mai 1123, cite les nombreuses églises qui dépendent de cette abbaye et notamment ecclesiam Sanctae Mariae Tassoeliae. Une autre bulle du pape Adrien IV le confirme en avril 1158 eccl. S. Mariae de Taissolia. La paroisse est alors dans le diocèse de Poitiers.
Elle passe dans le diocèse de Maillezais à sa création le 13 août 1317, puis dans le diocèse de La Rochelle le 4 mai 1648, et enfin dans le diocèse d'Angers en 1802.
Lors de la Révolution, la commune passe du Poitou à l'Anjou.

### Temps modernes
En 1587 La Tessoualle, comme les communes voisines, subie de nombreux dégâts causés par les bandes rivales durant les guerres de religion, lors des multiples sièges de Mauléon. En 1591 les Tessouallais réclament à Henri IV une indemnisation sous forme d'exemption d'impôts lors de débats organisés à Saint-Amand-sur-Sèvre. L'appellation « La Tessoualle », qui y apparaît, date au moins de cette époque.
Les registres paroissiaux de La Tessoualle débutent en 1693.
En février 1752 La Tessoualle obtient son bureau pour la marque des toiles et mouchoirs comme Cholet et Vihiers.

### Époque contemporaine
Le cahier des doléances de La Tessoualle est rédigé le 5 mars 1789. Pierre Levron est alors le syndic de la municipalité. Dès mars 1793, les Tessouallais participent à l'insurrection vendéenne.
L'église est incendiée le 22 janvier 1794 par les colonnes infernales de Boucret et Caffin.
Le 24 juin 1815, la conférence des chefs royalistes consent à La Tessoualle la pacification du secteur avec les délégués du général Lamarque. 36 officiers vendéens sont conviés à La Tessoualle, « un petit bourg distant de deux lieues de Cholet » et jugée suffisamment sûre. Le rassemblement est organisé à La Pallerie, dans le bourg de La Tessoualle. Les débats sont houleux, mais la paix est finalement acceptée (22 voix pour, 12 contre). Le traité est signé le 26 juin à Cholet et définitivement ratifié par Charles Sapinaud, général en chef de l'armée vendéenne, le 28 juin.
Concernant la Première Guerre mondiale, 43 noms sont gravés sur le monument aux morts de la commune mais l'association locale « La Tessoualle histoires Histoire » a recensé 66 Tessouallais morts durant la Grande Guerre. Plus de 400 jeunes Tessouallais ont participé au conflit et onze d'entre eux ont reçu la Légion d'honneur. Un livre leur a été consacré en novembre 2014.

## Politique et administration

### Administration municipale
| Période                                  | Période                     | Identité                 | Étiquette | Qualité                                                                  |
| ---------------------------------------- | --------------------------- | ------------------------ | --------- | ------------------------------------------------------------------------ |
| 1789                                     |                             | Pierre Levron            |           | Fabricant, syndic de la municipalité                                     |
| 1790                                     | 1791                        | Claude Baron             |           |                                                                          |
| février 1792                             |                             | ... Hodé                 |           |                                                                          |
| an IV                                    |                             | Louis Levron             |           |                                                                          |
| an VIII                                  | an XII (démission)          | Victor Turpault          |           | Négociant, ancien officier payeur                                        |
| 22 floréal an XII (12 mai 1804)          |                             | Jacques-Victor Chemineau |           |                                                                          |
| 2 janvier 1808                           |                             | Jean Bonnanfant          |           |                                                                          |
| 9 octobre 1815                           | (démission)                 | Pierre Marceau           |           |                                                                          |
| 16 novembre 1821                         | 23 juillet 1824 (démission) | Cyprien Gorget           |           |                                                                          |
| 16 août 1824                             | septembre 1830 (démission)  | Philbert Chiron          |           |                                                                          |
| octobre 1830                             |                             | Jean-Baptiste Renou      |           | Chirurgien                                                               |
| 23 décembre 1834                         |                             | Philbert Chiron          |           |                                                                          |
| 10 août 1837                             |                             | Jean-Baptiste Renou      |           |                                                                          |
| 4 octobre 1843                           |                             | Philbert Chiron          |           |                                                                          |
| 10 août 1837                             |                             | Jean-Baptiste Renou      |           |                                                                          |
| 4 octobre 1843                           |                             | Philbert Chiron          |           |                                                                          |
| 23 août 1848                             |                             | Elie Gorget              |           |                                                                          |
| 1860                                     |                             | Jean-Baptiste Dénécheau  |           |                                                                          |
| 1865                                     |                             | Aimé Hy                  |           |                                                                          |
| 1870                                     | 1878                        | Esprit Bonnanfant        |           |                                                                          |
| 1878                                     | 1885 (décès)                | Jules Libaud             |           |                                                                          |
| 1885                                     | 5 février 1889              | Louis Chaillou           |           |                                                                          |
| 3 mars 1889                              | 1896                        | Aimé Richou              |           |                                                                          |
| 17 mai 1896                              | 1908                        | François Mainguet        |           |                                                                          |
| 1908                                     | 1919                        | Henri Merceau            |           |                                                                          |
| 1919                                     | mars 1949 (décès)           | Léon Augereau père       |           |                                                                          |
| mai 1949                                 | janvier 1955 (décès)        | Marius Coudrain          |           | Industriel                                                               |
| mars 1955                                | mars 1977                   | Léon Augereau fils       |           | Négociant                                                                |
| mars 1977                                | juin 1995                   | Paul Barbaud             |           |                                                                          |
| juin 1995                                | mars 2001                   | Chantal Fonteneau        |           | Maire honoraire (décembre 2002)                                          |
| mars 2001                                | mars 2008                   | Marie-Odile Malinge      | DVD       |                                                                          |
| mars 2008                                | mai 2020                    | Marc Gental              | DVD       | Retraité, maire honoraire Vice-président de l'Agglomération du Choletais |
| mai 2020                                 | En cours (au 29 mai 2020)   | Dominique Landreau       |           | Professeur des écoles                                                    |
| Les données manquantes sont à compléter. |                             |                          |           |                                                                          |

### Intercommunalité
La commune est membre de l'Agglomération du Choletais. La commune était précédemment membre de la communauté d'agglomération du Choletais.

### Jumelages
La Tessoualle est jumelée depuis 1973 avec Zwiefalten une commune allemande de l'arrondissement de Reutlingen, dans le land de Bade-Wurtemberg. Les premiers échanges entre les deux communes remontent à 1965.

## Population et société

### Démographie

#### Évolution démographique
L'évolution du nombre d'habitants est connue à travers les recensements de la population effectués dans la commune depuis 1793. Pour les communes de moins de 10 000 habitants, une enquête de recensement portant sur toute la population est réalisée tous les cinq ans, les populations de référence des années intermédiaires étant quant à elles estimées par interpolation ou extrapolation. Pour la commune, le premier recensement exhaustif entrant dans le cadre du nouveau dispositif a été réalisé en 2007.

En 2022, la commune comptait 3 178 habitants, en évolution de +0,51 % par rapport à 2016 (Maine-et-Loire : +2,12 %, France hors Mayotte : +2,11 %).
| 1793  | 1800  | 1806  | 1821  | 1831  | 1836  | 1841  | 1846  | 1851  |
| ----- | ----- | ----- | ----- | ----- | ----- | ----- | ----- | ----- |
| 1 723 | 1 687 | 1 086 | 1 194 | 1 415 | 1 488 | 1 480 | 1 554 | 1 511 |

| 1856  | 1861  | 1866  | 1872  | 1876  | 1881  | 1886  | 1891  | 1896  |
| ----- | ----- | ----- | ----- | ----- | ----- | ----- | ----- | ----- |
| 1 608 | 1 712 | 1 620 | 1 495 | 1 529 | 1 484 | 1 453 | 1 424 | 1 377 |

| 1901  | 1906  | 1911  | 1921  | 1926  | 1931  | 1936  | 1946  | 1954  |
| ----- | ----- | ----- | ----- | ----- | ----- | ----- | ----- | ----- |
| 1 281 | 1 227 | 1 217 | 1 051 | 1 111 | 1 137 | 1 144 | 1 212 | 1 352 |

| 1962  | 1968  | 1975  | 1982  | 1990  | 1999  | 2006  | 2007  | 2012  |
| ----- | ----- | ----- | ----- | ----- | ----- | ----- | ----- | ----- |
| 1 517 | 1 648 | 2 052 | 2 677 | 2 781 | 2 941 | 3 023 | 3 032 | 3 092 |

| 2017  | 2022  | - | - | - | - | - | - | - |
| ----- | ----- | - | - | - | - | - | - | - |
| 3 198 | 3 178 | - | - | - | - | - | - | - |

#### Pyramide des âges
La population de la commune est relativement jeune.
En 2018, le taux de personnes d'un âge inférieur à 30 ans s'élève à 32,8 %, soit en dessous de la moyenne départementale (37,2 %). À l'inverse, le taux de personnes d'âge supérieur à 60 ans est de 29,4 % la même année, alors qu'il est de 25,6 % au niveau départemental.
En 2018, la commune comptet 1 616 hommes pour 1 582 femmes, soit un taux de 50,53 % d'hommes, légèrement supérieur au taux départemental (48,63 %).
Les pyramides des âges de la commune et du département s'établissent comme suit.
| Hommes | Classe d’âge | Femmes |
| ------ | ------------ | ------ |
| 0,9    | 90 ou +      | 2,7    |
| 6,5    | 75-89 ans    | 9,8    |
| 19,7   | 60-74 ans    | 19,4   |
| 21,3   | 45-59 ans    | 20,4   |
| 16,7   | 30-44 ans    | 17,0   |
| 15,0   | 15-29 ans    | 14,0   |
| 20,0   | 0-14 ans     | 16,6   |

| Hommes | Classe d’âge | Femmes |
| ------ | ------------ | ------ |
| 0,9    | 90 ou +      | 2,1    |
| 7      | 75-89 ans    | 9,5    |
| 16,2   | 60-74 ans    | 16,9   |
| 19,4   | 45-59 ans    | 18,7   |
| 18,2   | 30-44 ans    | 17,5   |
| 18,8   | 15-29 ans    | 17,6   |
| 19,5   | 0-14 ans     | 17,6   |

### Enseignement
La commune de La Tessoualle compte deux écoles dont une est privée et l'autre est publique.

## Économie
Sur 193 établissements présents sur la commune à la fin de l'année 2010, 18 % relèvent du secteur de l'agriculture (pour une moyenne de 17 % sur le département), 8 % du secteur de l'industrie, 10 % du secteur de la construction, 52 % de celui du commerce et des services et 11 % du secteur de l'administration et de la santé. Fin 2015, sur les 225 établissements actifs, 11 % relèvent du secteur de l'agriculture (pour 11 % sur le département), 9 % du secteur de l'industrie, 11 % du secteur de la construction, 60 % de celui du commerce et des services et 9 % du secteur de l'administration et de la santé.

## Lieux et monuments
- Église Notre-Dame (1820) : dédiée à Notre-Dame, l'église est incendiée par les colonnes infernales en 1794 pendant les guerres de Vendée. Elle est reconstruite au XIXe siècle dans le style baroque. Les vitraux de l'église sont réalisés en 1864 dans le style du XVIIe siècle. L'édifice possède trois cloches datant de 1876. Le tableau Présentation de la Vierge de Bazin y est exposé.
- Stèle Pierre Bibard (1913) : ce monument, érigé en 1913 par souscription publique à la mémoire de Pierre Bibard, né à La Tessoualle en 1770, porte l'inscription « Souviens-toi que je t'ai pardonné pour l'amour de notre Seigneur. » Cette inscription fait référence au pardon de l'homme de la commune à son geôlier, alors que capitaine de paroisse et fait prisonnier, il souffrait de ses maltraitances. Il devint par la suite tisserand.
- Le lac du Verdon : le lac du Verdon est situé à 7 km au sud-est de Cholet. Ce plan d'eau, reparti sur trois communes (Maulévrier, La Tessoualle et Saint-Pierre-des-Echaubrognes), est la propriété de la communauté d'agglomération du Choletais depuis début 2003.
- Le barrage du Verdon : construit selon le type mixte c'est-à-dire qu'il est composé de six voûtes en béton armé, cinq contreforts, deux murs de soutènement et deux ailes en terre avec un noyau d'argile.
La longueur totale de l'édifice est de 825 m, sa hauteur atteint 27 m au départ des fondations. L'édifice est ancré sur un socle de granit. La mise en eau du barrage d'une capacité de 14,6 millions de m3 a été effectué en 1979.
- Le lavoir de la Mercerie (1899) : construit par adjudication en mars 1899, c'est le dernier existant à La Tessoualle au début du XXIe siècle. Il est alimenté en eau par un puits se situant en amont sur le bord droit du chemin longeant le lotissement de Parcé.

## Personnalités liées à la commune
- Pierre Bibard (La Tessoualle 1770 - Saint-Laurent-sur-Sèvre 1841), capitaine de paroisse. C'est le premier Tessouallais à avoir obtenu la Légion d'honneur. Une stèle à sa mémoire, financée par une souscription publique, a été érigée en 1913. Une pièce de théâtre lui a été consacrée. Une rue de La Tessoualle porte son nom dans le quartier de l'Angevinière[40].
- Dom André Mocquereau (La Tessoualle le 6 juin 1849[41] - Solesmes 1930) bénédictin auprès de l'abbaye Saint-Pierre de Solesmes, qui fut à l’origine de la restauration du chant grégorien authentique, est également né à La Tessoualle. Son père était médecin et il grandit sous influence de ses parents effectivement cultivés. Donc, d'abord, le jeune André devint un musicien talentueux jouant le violoncelle[41]. Devenu moine en 1875, il succéde à Dom Pothier comme directeur du chœur et de l'école de plain-chant auprès de l'abbaye où il est ordonné prêtre le 28 décembre 1879[41]. Dom Mocquereau ira plus loin en entreprenant, en 1889, l'édition de fac-similés de manuscrits dans la série Paléographie musicale. Ce travail se solda par une collection de plus de 600 manuscrits de toutes sortes et de livres de chant. C'est ainsi que la base de la méthode Mocquereau a formé des centaines de milliers de grégorianistes. Dom Mocquereau fut membre et président de la commission pontificales chargée de publier l'Édition Vaticane du chant grégorien de l'Église romaine. Il est l'auteur de plusieurs ouvrages. Dom Mocquereau vaut à La Tessoualle son unique citation dans l'Encyclopédie Larousse. Une rue de La Tessoualle porte son nom dans le quartier de l'Angevinière[42].